# Victor Schertzinger
Victor L. Schertzinger (Mahanoy City, 8 d'abril de 1888 - Hollywood, 26 d'octubre de 1941) va ser un compositor, director de cinema, productor de cinema i guionista estatunidenc. Les seves pel·lícules inclouen Paramount on Parade (codirector, 1930), Això s'ha de celebrar (1937) amb James Cagney, Road to Singapore (1940) i Camí de Zanzíbar (1941). Les seves dues cançons més conegudes són " I Remember You " i " Tangerine ", ambdues amb lletra de Johnny Mercer i totes dues aparegudes a l'última pel·lícula de Schertzinger, The Fleet's In (1942).

## Vida i carrera
Schertzinger era fill de pares musicals d'origen holandès de Pennsilvània, i va cridar l'atenció com a prodigi del violí als quatre anys.
Quan tenia vuit anys, va aparèixer com a violinista amb diverses orquestres, incloses la Victor Herbert Orchestra i la banda de John Philip Sousa. En la seva adolescència, va assistir a la Brown Preparatory School de Filadèlfia i va fer actuacions de violí mentre feia gira per Amèrica i Europa.
Schertzinger va estudiar música a la Universitat de Brussel·les . Va continuar distingint-se com a violinista concertista, i després com a director simfònic. També va treballar com a compositor, afegint tres cançons amb lletres del productor Oliver Morosco al musical de L. Frank Baum i Louis F. Gottschalk, The Tik-Tok Man of Oz (1914).
El seu primer contacte amb la indústria cinematogràfica va arribar l' any 1916, quan Thomas Ince li va encarregar la composició de l'acompanyament orquestral per a la seva gran pel·lícula muda Civilization . Continuant sota l'ocupació d'Ince, Schertzinger es va convertir en director principal de les populars pel·lícules de Charles Ray, establint una relació amb Ray que pocs dels altres col·laboradors de l'estrella aconseguirien mai.
Després de la introducció del so, Schertzinger va continuar dirigint pel·lícules, però també va començar a compondre cançons per a ells, i en alguns casos escrivint guions o produint també. Encara que està estretament relacionat amb Paramount Pictures, Schertzinger va passar la dècada de 1930 com a autònom.
Algunes de les seves millors pel·lícules, com One Night of Love (1934) i El Mikado (1939) van aprofitar el seu ampli coneixement del món de la música. Els seus col·laboradors de cançons durant aquest període també van incloure Gus Kahn, Johnny Burke i Frank Loesser.
Schertzinger es va casar amb Julia E. Nicklin, amb qui va romandre casat fins a la seva mort. Van tenir dues filles, Patricia i Paula.

## Mort
Schertzinger va morir inesperadament d'un atac de cor a Hollywood als 53 anys, tot just acabant de treballar a The Fleet's In (1942). Havia dirigit 89 pel·lícules i havia compost música per a més de 50 pel·lícules.
El Passeig de la Fama de Hollywood conté una estrella per a Schertzinger al 1611 de Vine Street.
A la seva ciutat natal de Mahanoy City, un marcador oficial de la Comissió d'Història i Museus de Pennsilvània indica la ubicació de la casa i la joieria de Schertzinger on Schertzinger va créixer.
Les dues cançons més conegudes de Schertzinger, "I Remember You" i "Tangerine", continuen apareixent a les bandes sonores de noves pel·lícules.

## Filmografia
- The Conqueror (1916) (només compositor)
- Civilization (1916) (només compositor)
- The Pinch Hitter (1917)
- The Millionaire Vagrant (1917)
- The Clodhopper (1917)
- Sudden Jim (1917)
- The Son of His Father (1917)
- His Mother's Boy (1917)
- The Hired Man (1918)
- The Family Skeleton (1918)
- Playing the Game (1918)
- His Own Home Town (1918)
- The Claws of the Hun (1918)
- A Nine O'Clock Town (1918) (també història)
- Coals of Fire (1918)
- Quicksand (1918)
- String Beans (1918)
- Hard Boiled (1919)
- Extravagance (1919)
- The Sheriff's Son (1919)
- The Homebreaker (1919)
- The Lady of Red Butte (1919)
- When Doctors Disagree (1919)
- Other Men's Wives (1919)
- Upstairs (1919)
- The Peace of Roaring River (1919) (sense confirmar)
- Jinx (1919) with Mabel Normand
- Pinto (1920) (també escriptor)
- The Blooming Angel (1920)
- The Slim Princess (1920)
- What Happened to Rosa (1920)
- The Concert (1921)
- Made in Heaven (1921)
- Beating the Game (1921)
- Head Over Heels (1922)
- The Bootlegger's Daughter (1922)
- Mr. Barnes of New York (1922)
- The Kingdom Within (1922)
- Dollar Devils (1923)
- Refuge (1923)
- The Lonely Road (1923)
- The Man Next Door (1923)
- The Scarlet Lily (1923)
- Long Live the King (1923)
- The Man Life Passed By (1923) (també escriptor)
- Chastity (1923)
- A Boy of Flanders (1924)
- Bread (1924)
- Flaming Love (1925)
- Man and Maid (1925)
- The Wheel (1925)
- Thunder Mountain (1925)
- The Golden Strain (1925)
- Siberia (1926)
- The Lily (1926)
- The Return of Peter Grimm (1926)
- Stage Madness (1927)
- The Heart of Salome (1927)
- The Secret Studio (1927)
- The Showdown (1928)
- Forgotten Faces (1928)
- Outcast (1928) (només compositor)
- Redskin (1929)
- Nothing But the Truth (1929)
- The Wheel of Life (1929)
- Fashions in Love (1929) (també compositor)
- The Laughing Lady (1929)
- The Love Parade (1929) (només compositor)
- Betrayal (1929) (només història)
- The Climax (1930) (només compositor)
- Shadow of the Law (1930) (només compositor, sense acreditar)
- Paramount on Parade (1930) (co-directed)
- Safety in Numbers (1930)
- Heads Up (1930) (també compositor)
- The Woman Between (1931)
- Caught Plastered (1931) (només compositor)
- Friends and Lovers (1931) (també compositor)
- Strange Justice (1932) (també compositor)
- Uptown New York (1932)
- The Constant Woman (1933) (també productor)
- Cocktail Hour (1933) (també productor)
- My Woman (1933) (també compositor)
- Beloved (1934) (també compositor)
- One Night of Love (1934) (nominat a l'Oscar a la millor direcció)
- Let's Live Tonight (1935)
- Love Me Forever (1935) (també escriptor, compositor)
- The Lone Wolf Returns (1935) (només compositor, sense acreditar)
- The Return of Peter Grimm (1935) (sense acreditar)
- Don't Gamble with Love (1936) (només compositor)
- The Music Goes 'Round (1936) (també compositor)
- You May Be Next (1936) (només compositor, sense acreditar)
- The Devil's Playground (1937) (només compositor, sense acreditar)
- Això s'ha de celebrar (Something to Sing About) (1937) (també escriptor, productor, compositor)
- El Mikado (The Mikado) (1939)
- Road to Singapore (1940)
- Rhythm on the River (1940) (també compositor)
- Camí de Zanzíbar (Road to Zanzibar) (1941)
- Kiss the Boys Goodbye (1941)
- Birth of the Blues (1941)
- The Fleet's In (1942)